# Kup Bosne i Hercegovine 2015-2016
La Kup Bosne i Hercegovine 2015-2016 è stata la sedicesima edizione della coppa nazionale della Bosnia Erzegovina, ed è stata vinta dal Radnik Bijeljina, al suo primo titolo.

## Squadre partecipanti
|            | Premijer Liga | Premijer Liga |
| ---------- | --- | --- |
| 1º livello | Borac Banja Luka Čelik Zenica Drina Zvornik Mladost D. Kakanj Olimpik Sarajevo Radnik Bijeljina Rudar Prijedor Sarajevo Slavija Sloboda Tuzla Široki Brijeg Travnik Velež Mostar NK Vitez Zrinjski Mostar Željezničar | Borac Banja Luka Čelik Zenica Drina Zvornik Mladost D. Kakanj Olimpik Sarajevo Radnik Bijeljina Rudar Prijedor Sarajevo Slavija Sloboda Tuzla Široki Brijeg Travnik Velež Mostar NK Vitez Zrinjski Mostar Željezničar |
|            | 1. liga FBiH | 1. liga Republike Srpske |
| 2º livello | Bratstvo Gračanica Čapljina Goražde GOŠK Gabela Novi Travnik Orašje Radnički Lukavac Rudar Kakanj Sloga Ljubuški | Krupa Mladost V.O. Sloboda Novi Grad |
|            | Federazione BiH | Repubblica Srpska |
| 3º livello | TOŠK Tešanj | Mladost Gacko Modriča Rudar Ugljevik |

## Sedicesimi di finale
| Squadra 1         | Risultato       | Squadra 2          |
| ----------------- | --------------- | ------------------ |
| 22.09.2015        |                 |                    |
| Široki Brijeg     | 5 – 0           | Rudar Prijedor     |
| Mladost Gacko     | 0 – 1           | Borac Banja Luka   |
| Velež Mostar      | 0 – 1           | Sloboda Novi Grad  |
| 23.09.2015        |                 |                    |
| Rudar Kakanj      | 2 – 0           | Sloga Ljubuški     |
| Drina Zvornik     | 0 – 1           | Bratstvo Gračanica |
| Radnik Bijeljina  | 3 – 0           | Mladost V.O.       |
| Mladost D. Kakanj | 2 – 0           | Čapljina           |
| Slavija           | 4 – 0           | Rudar Ugljevik     |
| Čelik Zenica      | 1 – 0           | NK Vitez           |
| Zrinjski Mostar   | 1 – 1 (5-6 dtr) | Sarajevo           |
| Željezničar       | 1 – 0           | Krupa              |
| Orašje            | 3 – 2           | TOŠK Tešanj        |
| Novi Travnik      | 1 – 5           | Travnik            |
| Radnički Lukavac  | 2 – 1           | Olimpik Sarajevo   |
| Modriča           | 1 – 1 (5-6 dtr) | GOŠK Gabela        |
| Goražde           | 0 – 2           | Sloboda Tuzla      |

## Ottavi di finale
| Squadra 1         | Totale | Squadra 2          | Andata     | Ritorno    |
| ----------------- | ------ | ------------------ | ---------- | ---------- |
|                   |        |                    | 21.10.2015 | 04.11.2015 |
| Sloboda Novi Grad | 2 – 8  | Mladost D. Kakanj  | 2 – 1      | 0 – 7      |
| Borac Banja Luka  | 3 – 0  | Bratstvo Gračanica | 1 – 0      | 2 – 0      |
| Čelik Zenica      | 2 – 3  | Sloboda Tuzla      | 1 – 1      | 1 – 2      |
| Travnik           | 0 – 2  | Radnički Lukavac   | 0 – 2      | 0 – 0      |
| Rudar Kakanj      | 2 – 10 | Radnik Bijeljina   | 1 – 3      | 1 – 7      |
| Željezničar       | 4 – 0  | GOŠK Gabela        | 3 – 0      | 1 – 0      |
| Orašje            | 0 – 9  | Široki Brijeg      | 0 – 3      | 0 – 6      |
| Slavija           | 2 – 7  | Sarajevo           | 1 – 4      | 1 – 3      |

## Quarti di finale
| Squadra 1        | Totale | Squadra 2         | Andata     | Ritorno    |
| ---------------- | ------ | ----------------- | ---------- | ---------- |
|                  |        |                   | 09.03.2016 | 16.03.2016 |
| Radnički Lukavac | 1 – 3  | Radnik Bijeljina  | 0 – 2      | 1 – 1      |
| Široki Brijeg    | 3 – 2  | Mladost D. Kakanj | 3 – 1      | 0 – 1      |
| Borac Banja Luka | 1 – 4  | Željezničar       | 0 – 2      | 1 – 2      |
| Sloboda Tuzla    | 5 – 1  | Sarajevo          | 2 – 1      | 3 – 0      |

## Semifinali
| Squadra 1        | Totale      | Squadra 2     | Andata     | Ritorno    |
| ---------------- | ----------- | ------------- | ---------- | ---------- |
|                  |             |               | 13.04.2016 | 20.04.2016 |
| Radnik Bijeljina | 2 – 2 (gfc) | Široki Brijeg | 1 – 0      | 1 – 2      |
| Željezničar      | 2 – 5       | Sloboda Tuzla | 1 – 2      | 1 – 3      |

## Finale
| Squadra 1     | Totale | Squadra 2        | Andata | Ritorno |
| ------------- | ------ | ---------------- | ------ | ------- |
| Sloboda Tuzla | 1 – 4  | Radnik Bijeljina | 1 – 1  | 0 – 3   |

| Arbitro: | Admir Šehović (Sarajevo) |

| |            | |
| Merzić 37’ | Marcatori  | 55’ S. Jakovljević |
| · K. Pirić · (53' M. Ahmetovic) A. Ordagić · 90+2’ A. Salihović · 72’ D. Mehidić · I. Kostić · N. Stjepanović · P. Ivetić · S. Efendić · (86' M. Govedarica) 54’ S. Krpić · (89' O. Pršeš) 35’ S. Merzić · 90+2’ Z. Zeba | Formazioni | · A. Avdukić · A. Šećerović (81' S. Ostojić) · D. Beširović 90+3’ · D. Hodžić (84' S. Antić) · D. Maksimović · I. Jakovljević 72’ · M. Lazić (64' E. Mašić) · M. Obradović · M. Zeljković · S. Jakovljević · S. Memišević |
| Husref Musemić | Allenatori | Slavko Petrović |

| Arbitro: | Ognjen Valjić (Banja Luka) |

| |            | |
| Hodžić 5’ Memišević 64’, 87’ | Marcatori  | |
| · A. Avdukić · (63' E. Mašić) 58’ A. Šećerović · D. Beširović · D. Hodžić · (76' A. Vasić) 69’ D. Maksimović · (88' S. Ostojić) I. Jakovljević · M. Lazić · M. Obradović · 29’ M. Zeljković · S. Jakovljević · S. Memišević | Formazioni | · K. Pirić · A. Ordagić · D. Mehidić · E. Sarić (88' O. Pršeš) · I. Kostić 47’ · M. Veselinović 54’ (66' M. Govedarica) · N. Stjepanović 62’ · P. Ivetić · S. Efendić · S. Krpić (46' M. Ahmetovic 81’) · S. Merzić 60’ |
| Slavko Petrović | Allenatori | Husref Musemić |